# حمادي عمور
حمادي عمور (1931 – 2021) هو ممثل مغربي، شارك في عدة أعمال خصوصًا في المسرح والتلفزيون.

## حياته
وُلد حمادي عمور سنة 1931 في مدينة فاس. وتعود بداية مسيرته الفنية لسنة 1948 في مسرح الهواة عندما قام بدور النادل في مسرحية "أنا القاتل"، وهو مؤسس فرقة المنار بمدينة الدار البيضاء سنة 1951 ويعد من أساطرة الفن المغربي [بحاجة لمصدر] حيث وصل عدد أفلامه ومسلسلاته إلى أزيد من 580 عمل فني وأيضا قدم برنامج عالم الفنون في نهاية الخمسينيات.
في سنة 2015، حصل على وسام من العاهل المغربي، الملك محمد السادس، تقديرا لما قدمه في الساحة الفنية بالمغرب.

## وفاته
تُوفي ليلة يوم الجمعة 14 مايو 2021 ميلاديا، الموافق 2 شوال 1442 هجريا، بإحدى المصحات بالدار البيضاء عن عمر ناهز 90 عامًا بعد صراع مرير مع المرض.

## أعماله

### أفلام
- سوق النساء. [5]
- 2019 - نهار العيد - فيلم قصير
- 2007 - رحيمو

- 2006 - السمفونية المغربية
- 2003 - المهمة
- 2002 - ولد الدرب
- 1999 - كيد النساء1
- 1997 - عبروا في صمت
- 1982 - إبراهيم ياش
- 1982 - دموع الندم
- 1957 - بداية وأمل
- 1953 - دكتور بالعافية

### مسلسلات
- العوني
- الربيب
- نسيب الحاج عزوز.
- 1998 - أنا وخويا ومراتو

### مسرحيات
- 1993 - المدير الجديد
- 1991 - كاري حنكو

## وصلات خارجية
- حمادي عمور على موقع أرشيف الشارخ.

- حمادي عمور في قاعدة بيانات الأفلام العربية